# Olympische Sommerspiele 1984/Teilnehmer (Gambia)
| Gelbes Symbol für Goldmedaillen mit stilisierten Olympischen Ringen | Graues Symbol für Silbermedaillen mit stilisierten Olympischen Ringen | Braundes Symbol für Bronzemedaillen mit stilisierten Olympischen Ringen |
| ------------------------------------------------------------------- | --------------------------------------------------------------------- | ----------------------------------------------------------------------- |
| —                                                                   | —                                                                     | —                                                                       |

Gambia nahm an den Olympischen Sommerspielen 1984 in Los Angeles mit zehn Athleten teil. Für das westafrikanische Land war es die erste Teilnahme an den Spielen.

## Teilnehmer nach Sportarten

### Leichtathletik
- Paul Ceesay

1500-Meter-Lauf, Männer
- Peter Ceesay

800-Meter-Lauf, Männer
- Victoria Decka

4 × 100 m Staffel, Frauen
- Georgiana Freeman

4 × 100 m Staffel, Frauen
- Sheikh Omar Fye

100-Meter-Lauf, Männer
200-Meter-Lauf, Männer
4 × 100 m Staffel, Männer
- Abdurahman Jallow

4 × 100 m Staffel, Männer
- Dawda Jallow

400-Meter-Lauf, Männer
4 × 100 m Staffel, Männer
- Bakary Jarju

100-Meter-Lauf, Männer
4 × 100 m Staffel, Männer
- Jabou Jawo

100-Meter-Lauf, Frauen
4 × 100 m Staffel, Frauen
- Amie N'Dow

200-Meter-Lauf, Frauen
4 × 100 m Staffel, Frauen